# Kim Chan-mi
Kim Chan-mi (koreanisch 김찬미; * 6. April 1993) ist eine südkoreanische Badmintonspielerin. 

## Karriere
Kim Chan-mi gewann bei der Badminton-Juniorenweltmeisterschaft 2011 Gold mit dem südkoreanischen Team und wurde bei derselben Veranstaltung Fünfte im Damendoppel. 2011 und 2012 konnte sie sich auch bereits für die Endrunde der Korea Open Super Series im Damendoppel qualifizieren und wurde dabei jeweils 17. gemeinsam mit Park So-young.